# 빌 윌리엄스
빌 윌리엄스(Bill Williams, 1915년 5월 15일 ~ 1992년 9월 21일)는 미국의 배우, 영화배우, 텔레비전 배우이다.

## 영화
- 사랑하는 녀석들 (1994년)
- 육체의 법칙 (1994년)
- 은밀한 게임 2 (1993년)
- 로즈마리 킬러 (1981년)
- 거대 거미의 습격 (1975년)
- 여형사 페페 (1974년)
- 경찰 초년병 (1972년)
- 리오 로보 (1970년)
- 제12순찰대 (1968년)
- 벅스킨 (1968년)
- 배트맨 - 66년 TV 시리즈 (1966년)
- FBI (1965년)
- 위스키 전쟁 (1965년)
- 페리 메이슨 (1957년)
- 디즈니랜드 (1954년) - 조 칼슨 역
- 달려라 래시 (1954년)
- 페일페이스의 아들 (1952년)
- 라스트 아웃포스트 (1951년) - Sgt. 터커 역
- 여인의 비밀 (1949년)
- 크레이 피전 (1949년)
- 스트래톤 스토리 (1949년)
- 소 디스 이즈 뉴욕 (1948년)
- 틸 디 엔드 오브 타임 (1946년)
- 좀비 온 브로드웨이 (1945년)
- 백 투 바탄 (1945년)
- 신체 강탈자 (1945년)
- 써티 세컨즈 오버 도쿄 (1944년)